# Dầu chân bò

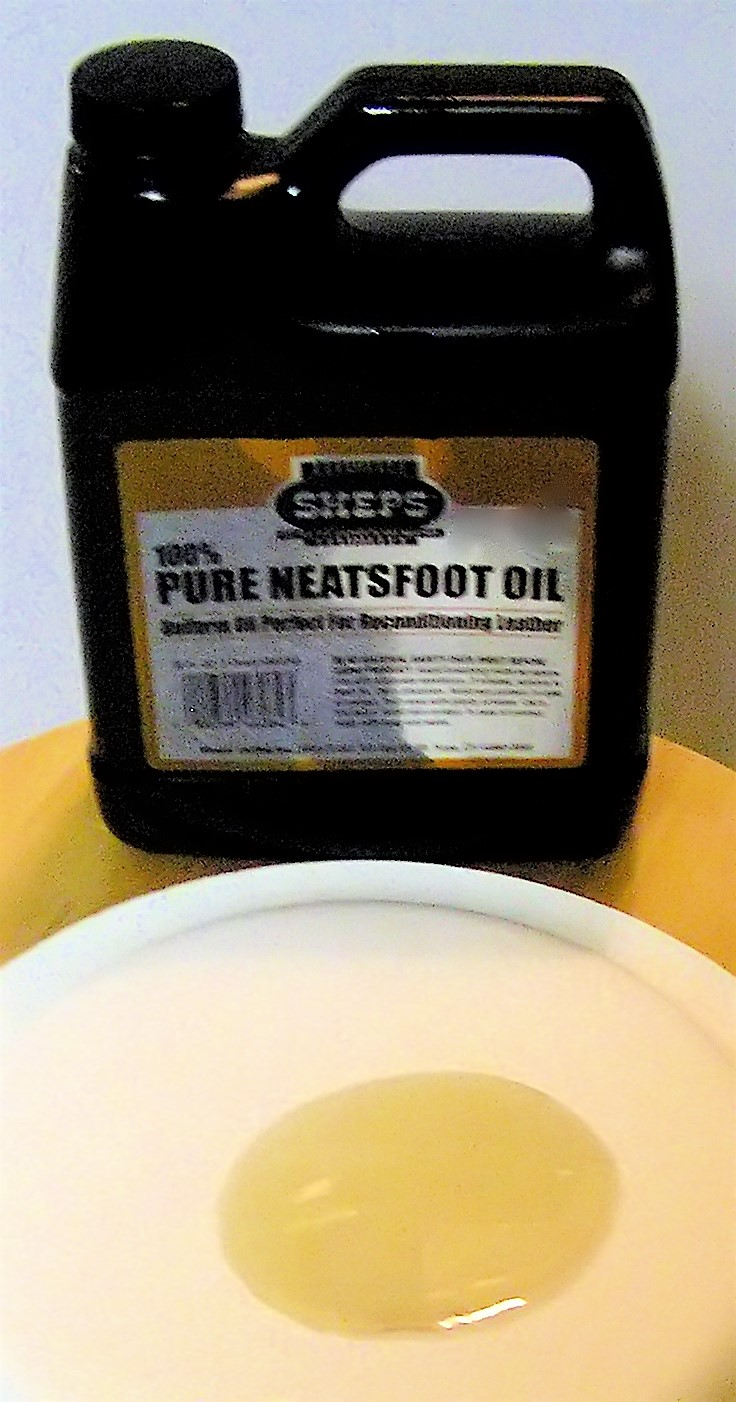
Dầu chân bò

Dầu chân bò là một loại dầu màu vàng được nấu và tinh chế từ xương cẳng chân và xương bàn chân (nhưng không dùng móng guốc) của trâu, bò. Trong tiếng Anh người ta gọi nó là neatfoot oil, với "neat" trong tên gọi là một từ của tiếng Anh cổ để chỉ bò. Dầu chân bò được sử dụng làm chất bảo dưỡng, làm mềm và bảo quản da thuộc. Trong thế kỷ 18, nó còn dược sử dụng trong y học như là một loại thuốc cục bộ để điều trị các loại bệnh của da khô và đóng vảy.
"Dầu chân bò thượng hạng" (prime neatfoot oil) hay "dầu chân bò pha" (neatfoot oil compound)  là thuật ngữ được sử dụng để chỉ sự pha trộn dầu chân bò tinh chất với các loại dầu không có nguồn gốc từ động vật, nói chung là dầu khoáng hay các loại dầu khác có nguồn gốc từ dầu mỏ.

## Đặc trưng
Mỡ của các động vật máu nóng thông thường có điểm nóng chảy cao, trở thành rắn khi nguội – nhưng dầu chân bò thì vẫn duy trì trạng thái lỏng ở nhiệt độ phòng. Điều này là do các chân và bàn chân tương đối mảnh dẻ của các động vật như trâu, bò đã thích nghi để chịu đựng và duy trì hoạt động ở các mức nhiệt độ thấp hơn nhiều so với các bộ phận khác của cơ thể, bằng cách sử dụng trao đổi nhiệt ngược dòng ở các chân giữa luồng máu nóng từ động mạch và luồng máu lạnh hơn từ tĩnh mạch – trong khi các lớp mỡ khác trong cơ thể sẽ trở nên cứng ở các mức nhiệt độ thấp này. Đặc trưng này của dầu chân bò cho phép nó dễ dàng thấm vào trong da thuộc.
Dầu chân bò ngày nay vẫn được sản xuất từ các sản phẩm có nguồn gốc từ bò, và đôi khi bị phê phán vì có xu hướng làm tăng tốc độ oxy hóa da thuộc. Do làm da bị sẫm màu nên việc sử dụng dầu chân bò với các loại da thuộc sáng màu rất dễ làm thay đổi màu của da. Nếu dầu khoáng hay các loại vật liệu khác có nguồn gốc từ dầu mỏ được thêm vào, sản phẩm được gọi là "dầu chân bò pha". Một vài nhãn hiệu dầu chân bò đã từng được chứng minh là sự pha tạp với dầu cải, dầu đậu tương hay các loại dầu khác. Sự bổ sung dầu khoáng vào dầu chân bò có thể dẫn tới sự phân rã nhanh hơn của chỉ khâu phi tổng hợp hoặc tăng tốc phá hủy lớp da thuộc trong sản phẩm.

## Sản xuất
Sau khi giết mổ trâu bò, các xương cẳng chân và xương bàn chân,bao gồm cả da nhưng loại bỏ móng guốc được đem nấu. Dầu giải phóng ra được hớt, lọc và ép. Lần ép đầu tiên tạo ra loại dầu phẩm cấp cao nhất, lần ép thứ hai tạo ra dầu phẩm cấp thấp hơn và sản phẩm bánh ép rắn gọi là stearin.

## Sử dụng
Dầu chân bò được sử dụng cho một loạt các sản phẩm từ da thuộc, mặc dù hiện nay đã bị thay thế dần bằng các sản phẩm tổng hợp trong một số ứng dụng nhất định. Các sản phẩm như găng bóng chày, yên ngựa, cương ngựa, đai ngựa cùng các vật dụng bằng da khác để điều khiển ngựa đều có thể được làm mềm và điều tiết bằng dầu chân bò.
Nếu được sử dụng trên các đồ vật bằng da thuộc có tầm quan trọng lịch sử thì dầu chân bò (như các loại hóa chất thuộc da khác) có thể bị oxy hóa theo thời gian và làm cho da trở nên giòn. Nó cũng có thể để lại một lượng dầu nhỏ sót lại dễ hút bụi. Tren các đồ vật bằng da mới hơn nó có thể làm sẫm màu da (thậm chí chỉ sau một lần dùng), vì thế nó có thể là sản phẩm không mong đợi sẽ sử dụng khi bảo dưỡng/duy trì tông màu nhạt là mong muốn. Dầu chân bò là hữu ích trong việc sử dụng hàng ngày đối với các trang thiết bị lao động bằng da thuộc.
Dầu chân bò phẩm cấp cao nhất cũng được sử dụng làm dầu bôi trơn. Nó được sử dụng trong công nghiệp luyện kim như là một loại dầu cắt gọt kim loại khi gia công nhôm. Trong gia công bằng máy móc, gọt hay khoan nhôm thì nó có ưu thế hơn dầu hỏa và một loạt các loại dung dịch cắt gọt kim loại khác trên cơ sở nước. Phần chất béo còn lại sau lần ép thứ hai, tức stearin rắn, được sử dụng để nấu xà phòng.
Dầu chân bò thường được sử dụng cho các loại bút vẽ dùng các loại phẩm màu trên cơ sở dầu, do dầu chân bò không bị khô đi và dễ dàng tẩy bay bằng dung môi vào bất kỳ lúc nào. Điều này làm giảm sự tích tụ phẩm màu ở đầu bịt, bộ phận bằng kim loại mà nhiều loại bút vẽ có để giữ các sợi của bút vẽ không bị xô lệch.